# Mark Getty
Mark Harris Getty, KBE (* 9. Juli 1960 in Rom) ist ein britischer Geschäftsmann mit irischem Pass. Er ist Vorsitzender der Getty Investments LLC und Mitbegründer, Namensgeber und war bis Oktober 2015 Präsident der Bildagentur Getty Images. Bis 2016 war er direkter Konkurrent des Multimilliardärs Bill Gates, dessen Bildagentur Corbis, 2016 an die Visual China Group verkauft, Platz zwei auf dem internationalen Markt belegte. Er war von August 2009 bis August 2015 auch Chairman der National Gallery in London und wurde dafür von der Queen mit der Honorary Knighthood ausgezeichnet.

## Karriere
Mark Getty, Enkel des Öl-Milliardärs Paul Getty, gründete 1995 zusammen mit Jonathan Klein die Firma Getty Investments LLC mit Sitz in Reno, Nevada, USA. Beide entdeckten eine Lücke auf dem Markt der Stockfotografie und verfolgten das Ziel einer internationalen Bildagentur. Im Vorfeld kauften sie Sammlungen von Fotos, beschäftigten Fotografen und sind heute der weltweit größte Lieferant von Einzelfotos und Videos. Getty legte von Anbeginn großen Wert auf Qualität, Aktualität und Ästhetik seiner angebotenen Bilder. So duldete er beispielsweise von Anfang an keine Pornographie in seiner Datenbank, wenngleich diese wohl einen hohen Marktwert erzielt hätte.
Heute sind die Bilder von Getty Images fester Bestandteil für die Herstellung von Werbeplakaten, Jahresberichten, Büchern, Broschüren, Zeitschriften, Zeitungen und Webseiten. Als globaler Marktführer für Fotos und Filmaufnahmen versorgt Getty Images Kunden in mehr als 200 Ländern mit einer in Themenfülle und Qualität einzigartigen Abdeckung. Zusätzlich arbeitet Getty Images mit namhaften Agenturen, wie Thomson Reuters und Agence France-Presse zusammen. Die Fotografen der Agentur wurden mit mehr als 1000 renommierten Preisen ausgezeichnet, darunter der Pulitzer-Preis, World Press Photo, Sony World Photography Awards, White House Photographer of the Year und Visa d’Or. Damit ist Getty Images die Bildagentur mit den meisten Auszeichnungen weltweit.
Mark Getty war von 1982 bis 2011 mit Domitilla Harding verheiratet und hat drei Söhne. Getty wohnt in Wormsley Park, Buckinghamshire.